# Maze Runner: Infernoet
Maze Runner: Infernoet er en amerikansk filmdystopisk sci-fi-action-thrillerfilm fra 2015. Filmen er instrueret af Wes Ball, og har Dylan O'Brien, Kaya Scodelario, Thomas Brodie-Sangster, Ki Hong Lee og Patricia Clarkson i nogen af hovedrollerne.
Filmen er baseret på romanen af samme navn af James Dashner, og er den anden filmen i serien, efter efter The Maze Runner (2014). Den går forud for Maze Runner: Dødskuren (2018).

## Handling
Thomas og de øvrige lysningsboere møder sin største udfordring så langt: de søger efter spor efter den mystiske og mægtige organisation kendt som OND. Deres rejse tager dem til Svimark, et øde landskab fyldt med utænkelige hindringer. Sammen med folk fra modstandsbevægelsen går lysningsboerne imod ONDs uendelig overlegne styrker og finder ud af de chokerende planer de har for dem.

## Rolleliste
- Dylan O'Brien som Thomas
- Kaya Scodelario som Teresa
- Thomas Brodie-Sangster som Newt
- Ki Hong Lee som Minho
- Rosa Salazar som Brenda
- Jacob Lofland som Aris Jones
- Giancarlo Esposito som Jorge
- Aidan Gillen som Janson/Rat-Man
- Lili Taylor som Mary Cooper
- Patricia Clarkson som Ava Paige
- Alexander Flores som Winston
- Dexter Darden som Frypan
- Randall D. Cunningham som Clint
- Katherine McNamara som Sonya
- Nathalie Emmanuel som Harriet
- Barry Pepper som Vince